# Francesco Tacconi
Francesco Tacconi (Cremona, 1440 circa – post 1490) è stato un pittore italiano del Rinascimento, attivo dal 1464 al 1490 a Cremona, Parma e Venezia.
Assieme a suo fratello Filippo eseguì decorazioni ad affresco nella loggia del palazzo pubblico di Cremona, Un documento dell'epoca attesta che nel 1464 i due fratelli furono esentati dal pagamento delle tasse comunali per aver eseguito tali lavori, che però sono andati distrutti. 
Sua figlia Maria fu la prima moglie di Filippo Mazzola, padre del Parmigianino, e gli diede diversi figli, tra cui Zaccaria, pittore minore attivo in Umbria. Francesco Tacconi fu uno dei primi maestri del Parmigianino. 
Verso il 1480 fu attivo a Parma, e gli è attribuita una Madonna col Bambino nella Badia di Santa Maria della Neve a Torrechiara.
Nel 1490 fu chiamato a Venezia per decorare le porte dell'organo della Basilica di San Marco. I dipinti, ancora esistenti benché molto usurati, rappresentano l'Epifania, la Resurrezione e l'Assunzione e si dice che in passato recassero la data di esecuzione e la firma. 
Una sua Madonna in trono è conservata nella National Gallery di Londra. 
| Controllo di autorità | VIAF (EN) 95861156 · Europeana agent/base/16826 · ULAN (EN) 500029074 |